# Szirtes László
Szirtes László, született Neiser József (Lápafő, 1904. október 26. – Prága, 1959. március 27.) színész, gyártás- és felvételvezető, Szirtes Tamás színigazgató, színházi rendező apja.

## Élete
Neiser László Lipót kereskedő és Veisz Aranka gyermekeként született. Tizenöt éves korában csatlakozott a Vörös Hadsereghez és részt vett az északi hadjáratban. Az 1920-as évektől színészként működött, majd a budapesti Városi Színház alkalmazásában állt. Hosszabb ideig Lakner Bácsi Gyermekszínházánál táncmester és táncoskomikus volt. A második világháború éveiben zsidó származása miatt nem dolgozhatott. Az 1940-es évek második felétől haláláig gyártásvezető volt.
Felesége Blau-Neubauer Róza volt.
A Farkasréti temetőben nyugszik.

## Filmjei

### Felvételvezető
- Címzett ismeretlen (1935)
- Nem élhetek muzsikaszó nélkül (1935)
- Az új földesúr (1935)
- Dunaparti randevú (1936)
- Lovagias ügy (1936-37)
- Szerelemből nősültem (1937)
- Maga lesz a férjem (1937)
- A harapós férj (1937)
- Torockói menyasszony (1937)
- Érik a búzakalász (1938)
- Varjú a toronyórán (1938)
- János vitéz (1938)

### Gyártásvezető
- Szabad május elseje Budapesten (1945, riport)
- Napfeljötte (1946, dokumentum)
- Valahol Európában (1948)
- Beszterce ostroma (1948)
- Nyugati övezet (1952)
- Vihar (1952)
- Színes szőttes (1953, rövid)
- A város alatt (1953)
- Vidám verseny (1953, rövid)
- Bűvös szék (1954, rövid)
- Rokonok (1954)
- Budapesti tavasz (1955)
- Az élet hídja (1955)
- Mese a 12 találatról (1956)
- Ünnepi vacsora (1956)
- Éjfélkor (1957)
- Láz (1957)
- Micsoda éjszaka (1958)
- A harminckilences dandár (1959)